# Johannes Lange (Basketballspieler)
Johannes Lange (* 6. August 1985 in Weißenfels) ist ein ehemaliger deutscher Basketballspieler.
Der 2,08 m große und 110 kg schwere Center begann seine Karriere beim SSV Einheit Weißenfels. 2002 wechselte er zu den SOBA Dragons Rhöndorf. Dort durchlief er fast alle Jugendmannschaften und wurde ein wichtiger Faktor im Team der 1. Mannschaft in der ProA und ProB. Zur Saison 2010/2011 wechselte Lange von den Dragons zu den GiroLive-Ballers Osnabrück, die ebenfalls in der ProA spielten. März 2011 mussten die Ballers frühzeitig den Spielbetrieb einstellen und Insolvenz anmelden. Auch der Vertrag von Johannes Lange wurde damit aufgehoben. Zur Saison 2011/2012 erhielt Lange ein Angebot der BG Karlsruhe und unterschrieb einen Vertrag. Nach einem Trainerwechsel wurde Lange im Kader der BG Karlsruhe nicht mehr berücksichtigt und löste seinen Vertrag im November 2011 auf. Im Dezember 2011 unterzeichnete Lange einen Vertrag beim Mitteldeutschen BC bis zum Ende der Saison 2011/2012 und nahm dort die Rolle des dritten Centers wahr. Nach der erfolgreichen Saison 2011/2012 stieg der Mitteldeutsche BC wieder in die erste Basketball-Bundesliga auf. Der Vertrag von Lange wurde daraufhin für weitere zwei Jahre verlängert. Am 3. Juni 2013 gab der MBC bekannt, dass Lange seine Profikarriere beenden will, um sich künftig vor allem seinem Ingenieurberuf widmen zu können. Grund für seine Entscheidung war vor allem die geringe Spielzeit, die er in der Saison 2012/2013 erhalten hat. Lange entschloss sich jedoch im September 2013 dazu, seine Karriere doch noch nicht komplett zu beenden und schloss sich für die Spielzeit 2013/2014 den Grevenbroich Elephants aus der 1. Regionalliga West an und spielte dort bis 2016.

## Erfolge
- Meister der ProB 2009/2010 mit den Dragons Rhöndorf
- Aufstieg in die Beko BBL 2011/2012 Mitteldeutscher BC
- Sportler des Jahres 2013 im Burgenlandkreis

| Personendaten    | Personendaten               |
| ---------------- | --------------------------- |
| NAME             | Lange, Johannes             |
| KURZBESCHREIBUNG | deutscher Basketballspieler |
| GEBURTSDATUM     | 6. August 1985              |
| GEBURTSORT       | Weißenfels                  |